# Аршавская, Яна Анатольевна
Я́на Анато́льевна Арша́вская (род. 15 декабря 1975, Свердловск) — российская актриса театра и кино, чемпион мира по арт-фехтованию (2012).

## Биография
Родилась 15 декабря 1975 г. в Свердловске.
В 1995 году поступила в Высшее театральное училище имени М. С. Щепкина при Малом театре (мастерская Афонина). После окончания ВТУ в 1999 г. была принята в Московский театр «Ленком», где служила до 2005 г. Играет в спектаклях антрепризного агентства Леонида Робермана «Арт-Партнёр XXI».
С 2005 г. основатель и руководитель Международного клуба сценического и театрального фехтования «Шпага д’Артаньяна» («L'épée de d’Artagnan»). Член Федерации арт-фехтования (рабочий орган Федерации фехтования России).
В июне 2009 г. одержала победу на Всероссийском фестивале сценического фехтования «Серебряная шпага» в номинации «Лучшая исполнительница». В паре с Николаем Голубевым Яна исполнила номер «Je t'aime» на песню Лары Фабиан.
В 2012 г. вошла в оргкомитет III фестиваля «Серебряная шпага», в паре с Сергеем Чудаковым была ведущей конкурса и финального гала-концерта. С 2014 по 2019 гг. исполняла обязанности директора фестиваля.
В 2012 г. дуэт Яны Аршавской и Григория Сиятвинды одержал победу на чемпионате мира по арт-фехтованию. Пара выступала от Казахстана.
Мастер спорта по фигурному катанию, победительница «Кубка Сибири и Дальнего Востока».
Живёт в Москве, а в последние годы преимущественно в Ницце и Монако.

## Роли в театре «Ленком»
- «Юнона и Авось» — испанская дама
- «Безумный день, или Женитьба Фигаро» (реж. Марк Захаров) — Фаншетта
- «Шут Балакирев» — фрейлина Екатерины
- «Укрощение укротителя» — горожанка
- «Королевские игры» — экономка
- «Ва банк» — девка

## Роли в антрепризах
- «Точка чести» (2002, РАМТ, реж. А. Рыклин) — Катарина
- «Койка» (реж. А. Соколов) — первая женщина
- «Flash» (2011, реж. И. Калинин)
- «Приворотное зелье» («Арт-Партнёр XXI», реж. К. Богомолов) — Лукреция
- «День палтуса» («Арт-партнёр XXI», реж. Р. Самгин)
- «Клинический случай» («Арт-партнёр XXI», реж. Р. Самгин)

## Роли в кино
- 1980 — «Скандальное происшествие в Брикмилле»
- 1980 — «На берегу большой реки» — Леночка
- 1980 — «Избирательность по соседнему каналу»
- 1990 — «Шоколадный бунт» — Анна
- 2003 — «Клуб ворчунов» — официантка
- 2004—2013 — «Кулагин и партнёры»
- 2005 — «Александровский сад»
- 2005—2006 — «Рублевка. Live»
- 2010 — «Высокая миссия» — Строгинская
- 2012 — «Без срока давности» (9-я серия «Грехи молодости») — Ирина Спивак
- 2013 — «Мент в законе-8»
- 2013 — «Москва. Три вокзала»
- 2013 — «Дело врачей» (сериал, НТВ)
- 2014 — «Ботаны» — Егорова
- 2014 — «Карпов. Сезон третий» — мать Карпова в молодости
- 2015 — «Женская консультация» —— Елена Черняева
- 2015 — «Паутина-9»
- 2015 — «Профиль убийцы 2» — Анна Николаевна, медсестра
- 2017—2019 — «Улица»
- 2018 — «Отравленная жизнь» — Тамара
- 2018 — «La purgé» (Франция) — Zama
- 2019 — «Формула мести»
- 2019 — «Скорая помощь-2» — жена Орлова
- 2019 — «Bureau des légendes» (Франция)
- 2020 — «Марлен» — Элеонора Сереброва, актриса
- 2020 — «Склифософский» (8 сезон) — Борисова
- 2021 — «Регби» — мама Лёхи
- 2022 — «Стая» — Мария Кирилловна Бурятова